# Partido Socialista Nicaraguense
O Partido Socialista Nicaraguense é um partido político socialista em Nicarágua. O partido foi fundado em 1944 por Mario Flores Ortiz.
Nas eleições parlamentares de 1984 o partido ganhou 2 assentos.
O partido publica El Popular.